# Železný zákon oligarchie
Železný zákon oligarchie je politická teorie, kterou formuloval německý sociolog Robert Michels ve své knize Politické strany (1911). Podle této zákonitosti ve všech organizacích či společnostech působí mechanismy a tendence, které nutně vedou ke vzniku oligarchie (vládě několika málo osob) jako mocenské struktury. To znamená, že v každém svobodném společenství lidí (organizacích, politických stranách…) se vyprofiluje úzká skupina vůdců, kteří ve výsledku lobbují více za své cíle a uchování si své moci než za zájmy seskupení jako takového. Michels se snažil tento zákon demonstrovat na příkladu politických stran a odborových svazů. Vedení všech velkých/komplexních organizaci se proto vždy, ať již dříve, či později, zvrtne v oligarchii, a to tehdy, když se vedení začne více zajímat o uchování nabyté moci než o původní cíle skupiny/organizace. Každá organizace se proto dělí na vedoucí menšinu a vedenou většinu, přičemž o všech důležitých otázkách rozhoduje menšina.

## Související potíže
Pro běžné členy organizace je navíc vůdčí skupinu velmi těžké kontrolovat, neboť
- je to ona, kdo kontroluje přístup k informacím a komunikačním kanálům,
- a je lépe znalá politického světa.

K tomu všemu navíc přispívá fakt, že lidé mají psychologickou potřebu nechat se vést (podrobněji viz níže v odstavci "Psychologické příčiny vzniku oligarchie"...).
Postupem času má i demokratické zřízení tendence směřovat k oligarchii, protože se političtí vůdci buď nechají lidem znovu zvolit, nebo si moc mezi sebou předává pouze úzká skupina lidí (k tomu podrobněji viz Teorie elit).
Aby organizace předešly těmto tendencím směřujícím k oligarchii, autoritářství a byrokracii, musí zajistit pár kroků:
1. Musí být zachovány pravidla nástupnictví vedení tak, aby si nikdo nestihl upevnit své postavení natolik, že by se již nedal odstranit.
2. Lídři nesmí získat absolutní kontrolu nad centralizovanou administrativou.

Pokud se
- udržuje komunikace mezi lídry,
- rozhodnutí se dělají společně
- a přitom se udržuje výměna vedení,

byrokracie vzniká hůře. Byrokratické odosobnění a odebrání moci jednotlivce nad ním samým způsobuje, že lidé poslouchají moc až příliš, spíše rituálně než vědomě. Rezignují na své postavení, protože se domnívají, že stejně nic nezmůžou.
Konkrétně Michels popisuje tři základní příčiny vzniku oligarchie:
1. Technicko-administrativní příčiny vzniku oligarchie
2. Psychologické příčiny vzniku oligarchie
3. Intelektuální příčiny vzniku oligarchie

## Příčiny vzniku oligarchie

### Technicko-administrativní příčiny
Pro vznik oligarchie se předpokládá, že určitá masa lidí se bude chtít zorganizovat, a to za účelem získání pevnosti a lepší akceschopnosti.  Jakkoli zorganizovaná masa si nicméně nemůže vládnout sama, protože to je ze své podstaty mechanicky a technicky neproveditelné. Není jednoduše možné, aby se na vládě podílelo přímým způsobem kupříkladu 10 000 lidí. V důsledku špatné technické proveditelnosti by to bylo částečně možné jen ve venkovských poměrech. Ani zde nicméně není možné svolávat všechny členy organizace kvůli „každé křivdě mezi sousedy“. Z tohoto důvodu nahrazuje každý samosprávný celek prvky přímé demokracie určitou reprezentativní soustavu, na níž je delegována moc rozhodovat. Organizování tedy předpokládá vznik a existenci úřadů, které budou moci jednak samy rozhodovat, jednak budou moci rozhodovat o tom, o čem může masa hlasovat přímo (Např. Moritz Rittinghauzen [Švýcarsko] se snaží o formu přímé demokracie prostřednictvím rozdělením lidu do nižších celků o 1000 členech, kteří se následně scházejí, a vláda určuje pouze to, kdy se bude hlasování konat. Ani tento systém ovšem není příliš efektivní, protože nemá účinný nástroj pro zabránění vzniku oligarchii.).
Ve chvíli, kdy si lid uvědomí, že potřebuje své vůdce, vznikají rovněž speciální vzdělávací instituce, které se na efektivní vůdcovství speciálně zaměřují (viz počátek 20. stol. v Berlíně, Miláně, Oxfordu a Londýně). Jako důsledek tohoto vzdělávání, které se neposkytuje všem, je možné pokládat vznik elit a kasty kadetů. Vzdělaní vůdcové se stávají samostatnými, emancipují se od masy a jejich vzdělání je zároveň jejich největší komoditou.

### Psychologické příčiny
Je možné rozlišit několik psychologických příčin vzniku oligarchie. První je důsledkem samotného faktu, že určití jedinci jsou k výkonu mocenské pozice delegování. Osoby, kterým je totiž po určitou dobu pravidelně delegována moc, si ji často začnou nárokovat jako své vlastnictví. V případě, že má být jejich moc omezena, reagují vytvořením represálií či hrozí svou demisí. K hrozbě podání demise však většinou dochází pouze v případě nepostradatelnosti daného vůdce a v tomto smyslu působí jako prostředek k zabezpečení a upevnění jeho vlády. V konečném důsledku se jedná o nástroj ovlivňující masy a o zdroj nátlaku na kritiky.
Mezi další psychologické faktory vzniku oligarchie se řadí inherentní potřeba mas po vedení, vděčnost mas a její potřeba uctívat. Většina občanů nestaví blaho organizace nad své vlastní blaho, a proto jsou velmi lhostejní k jejímu chodu. Masa je proto ráda, když se najdou jedinci, kteří jsou ochotni se starat o její záležitosti a zaštítí tak sami organizační princip. Oligarchové, kteří v rozhodovacích pozicích následně jednají jménem masy, se tak stávají jejími obhájci a ochránci. Za to se těší vděčnosti mas, která je základem pro jejich další požadavky. Dochází například k opakovanému prodlužování politického mandátu. K samotnému uctívání dochází z představy masy, že oligarchové jsou lépe uzpůsobeni k vládnutí, než ona sama, a to díky dosaženému vzdělání nebo jiným domnělým kvalitám. Potřeba uctívat je v mase hluboce zakořeněná a staví oligarchy na pomyslný piedestal. Díky ní může docházet až k fanatické horlivosti. Některé režimy počítají rovněž s tím, že masy potřebují okázalost a nádhery a snaží se proto nahradit náboženské zvyky různými slavnostmi, průvody a představeními. Pro demagogického oligarchu jsou rovněž důležité některé typické charakterové rysy. Základem je
- řečnický talent,
- energie,
- a charisma.

Díky nim si oligarchové mohou podnítit masy, přičemž dav si při tom často u řečníka více cení jeho řečnického talentu jako takového (práce s hlasem, pohotovost, vtip aj.). Méně váhy klade na celkový obsah. Při řečnictví pak často dává přednost útočnému tonu a heslovitosti. Masa také věnuje více pozornosti známé osobnosti než osobě neznámé.
Každé shromáždění lidu může být proto ovládáno zákony masové psychologie. Zároveň je náchylné k podlehnutí působivým lidovým řečníkům.  Masa se dá při podobných příležitostech velmi snadno ovládat – jsou pro ni typické bouřlivé projevy souhlasu a nepřipouští odpor menšiny; hlas jednotlivce či malé skupiny „zmizí“. Dále se zde vyskytují tendence více pro bouřlivé, emocionální reakce než sklon pro rozumnou diskuzi.

### Intelektuální příčiny
V rukách oligarchy se postupem času koncentrují specifické kompetence, protože ve své pozici řeší záležitosti, k nimž má přístup pouze on sám a jimž rozumí také jen on sám (daně, parlamentní život, celní problémy, zahraniční politika apod.). Tímto získává v očích masy hodnotu a stává se pro ni nepostradatelným, protože nemůže být díky svým kompetencím a znalostem jednoduše nahrazen někým jiným. V důsledku toho získává autoritu a legitimitu. Nutnost mít vůdce je pak často přirovnávána k nutnosti existence lékařů apod.